# Refugio del Toubkal
El refugio del Toubkal (también denominado refugio Issougan n'ouagouns y después refugio Neltner) es un refugio de montaña construido en homenaje al geólogo y alpinista francés Louis Nelter. Está situado a 3207 metros de altura en la comuna de Asni, cerca del monte Tubqal, punto más alto de Marruecos y del norte de África.

## Historia
Está gestionado por el Club alpin français (CAF) de Casablanca, y es el más antiguo entre los dos refugios que están en la base de la vertiente norte del monte Tubqal. La construcción inicial del edificio por parte del CAF se remonta a 1938 y, en 1999, se realizó una reestructuración.

## Características e información
La capacidad del refugio es limitada, y está compuesto por cuatro dormitorios, con un total de 81 plazas. Está abierto durante todo el año y el precio de la reserva depende de la época del año.